# Lepidoperca magna
Lepidoperca magna är en fiskart som beskrevs av Masao Katayama och K. Fujii 1982. Lepidoperca magna ingår i släktet Lepidoperca och familjen havsabborrfiskar. Inga underarter finns listade i Catalogue of Life.